# Sibișel (Râu de Mori), Hunedoara
Sibișel este un sat în comuna Râu de Mori din județul Hunedoara, Transilvania, România.

## Imagine

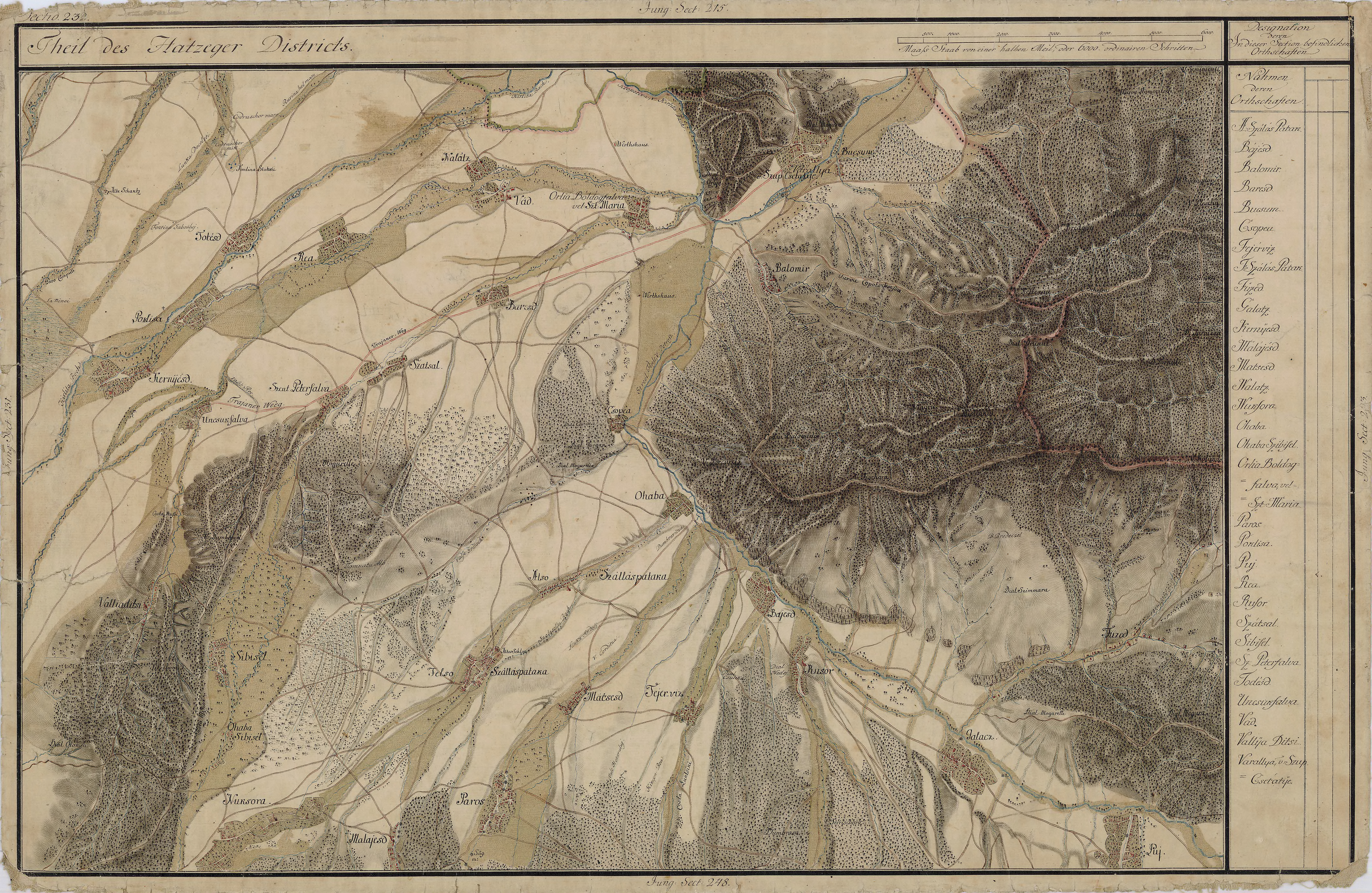
Sibișel în Harta Iosefină a Transilvaniei, 1769-1773